# Lamothe-Fénelon
Lamothe-Fénelon – miejscowość i gmina we Francji, w regionie Oksytania, w departamencie Lot.
Według danych na rok 1990 gminę zamieszkiwały 313 osoby, a gęstość zaludnienia wynosiła 22 osoby/km² (wśród 3020 gmin regionu Midi-Pyrénées Lamothe-Fénelon plasuje się na 754. miejscu pod względem liczby ludności, natomiast pod względem powierzchni na miejscu 808.).